# وارن (کارولینای شمالی)
وارن (به انگلیسی: Warne) یک منطقهٔ مسکونی در ایالات متحده آمریکا است که در شهرستان کلی، کارولینای شمالی واقع شده‌است. وارن ۵۲۹٫۱۴ متر بالاتر از سطح دریا واقع شده‌است.